# Église San Giorgio in Braida
 (juin 2023).
San Giorgio in Braida est une église catholique romaine située à Vérone, en Italie. 

## Histoire
En 1046, le diacre de la cathédrale de Vérone, Cadalo, a commandé la construction d'un monastère bénédictin à l'extérieur des murs de la ville, dans un faubourg appelé Braida. En 1051, le monastère était terminé, et placé sous la protection de l'empereur du Saint-Empire romain germanique Henri III. En 1121, le monastère avait une église. Cependant, en 1127, l'évêque de l'époque, Bernardo, expulsa les moines qui « maintenaient l'abbaye dans une situation de dégradation spirituelle, temporelle et matérielle ». En 1132, l'évêque, avec la bénédiction du pape Innocent II, a assigné le monastère aux chanoines réguliers, un ordre augustinien. En 1441, le pape Eugène IV a favorisé le transfert du monastère aux Vénitiens augustiniens de l'ordre des chanoines réguliers de San Giorgio in Alga, reflétant en partie l'ascendant de la République à Vérone depuis leur fusion avec Venise en 1405. En 1668, ces canons ont été abolis par le pape Clément IX. Le monastère a été vendu aux enchères, mais a été acquis par les religieuses de Santa Maria di Reggio, qui ont administré l'église jusqu'à leur suppression en 1806. L'église est devenue une filiale oratoire de Santo Stefano, et n'acquit le titre de paroisse qu'en 1874.

## Description
Elle a été construite au XVIe siècle dans le quartier médiéval de Veronetta. Le clocher du XIIe siècle est ce qui reste d'un monastère construit au XIe siècle. La façade est en marbre blanc avec deux rangées de piliers. Les statues de saint Georges et de saint Lorenzo Giustiniani sont sur les côtés. En 1540, l'architecte Michele Sanmicheli a construit le dôme de l'église.
L'intérieur a une seule nef construite entre 1536 et 1543, et contient au-dessus de la porte principale un Tintoret dépeignant le Baptême du Christ. L'église abrite une œuvre de Paolo Véronèse, Le Martyre de Saint Georges.
Le cloître, de forme rectangulaire, a été construit au début du XVIe siècle. Il est composé d'un ordre de colonnes ioniques en calcaire blanc véronais qui, du côté nord, est surmonté d’un autre ordre, cette fois de colonnes doriques, qui constitue une loggia.
Le campanile, de style Renaissance, date du XVIe siècle. En 1776 furent coulées les six cloches.

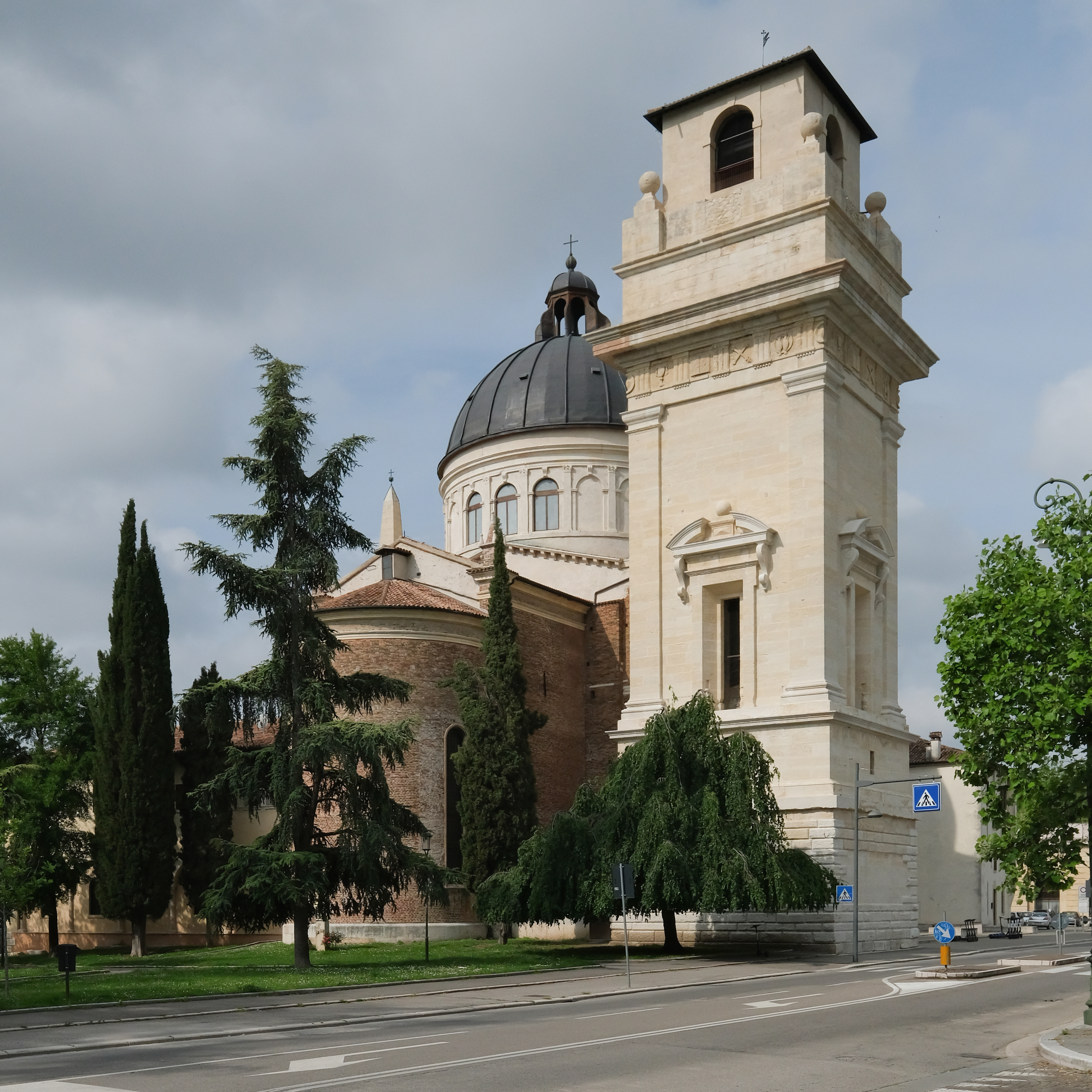
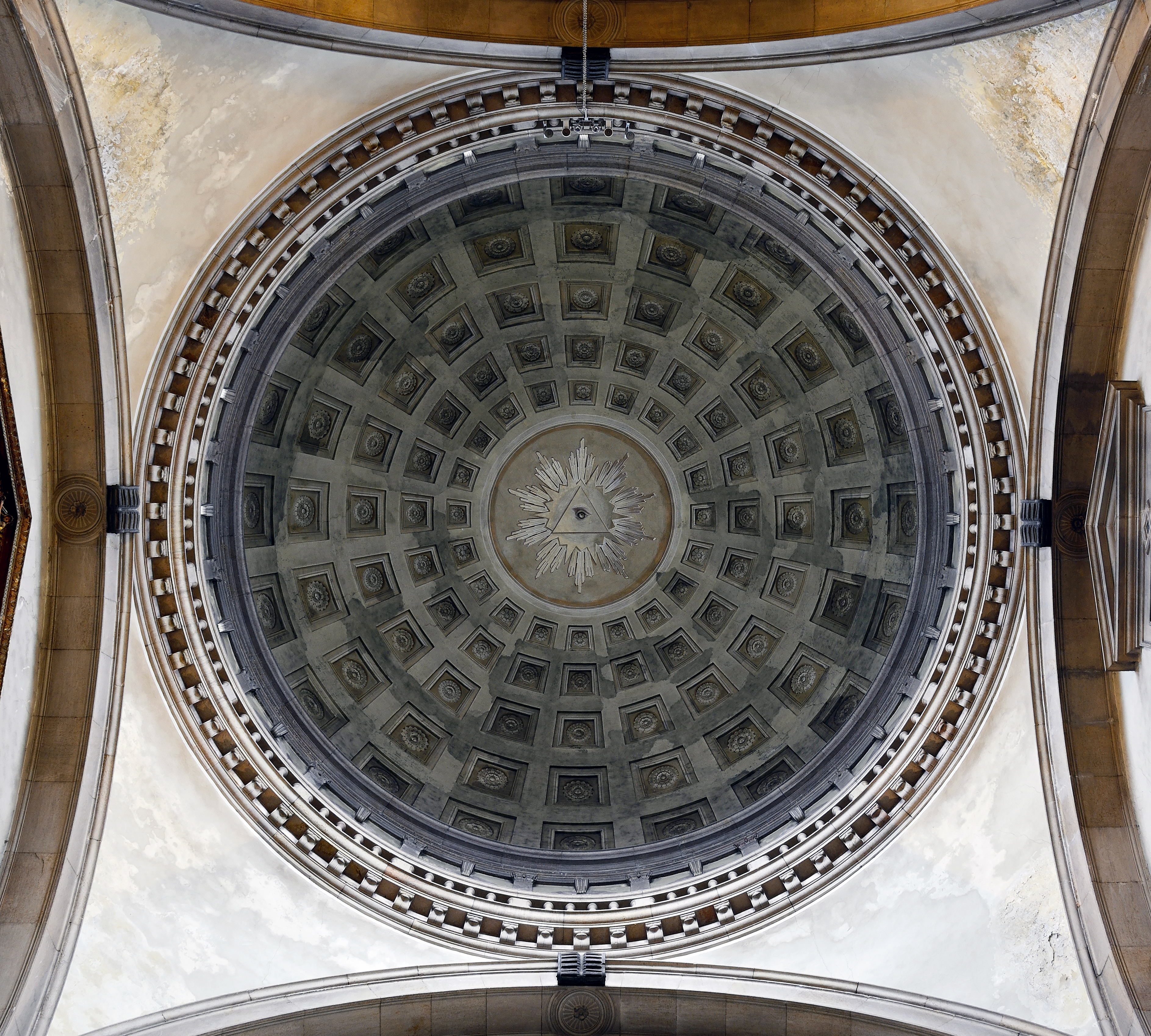
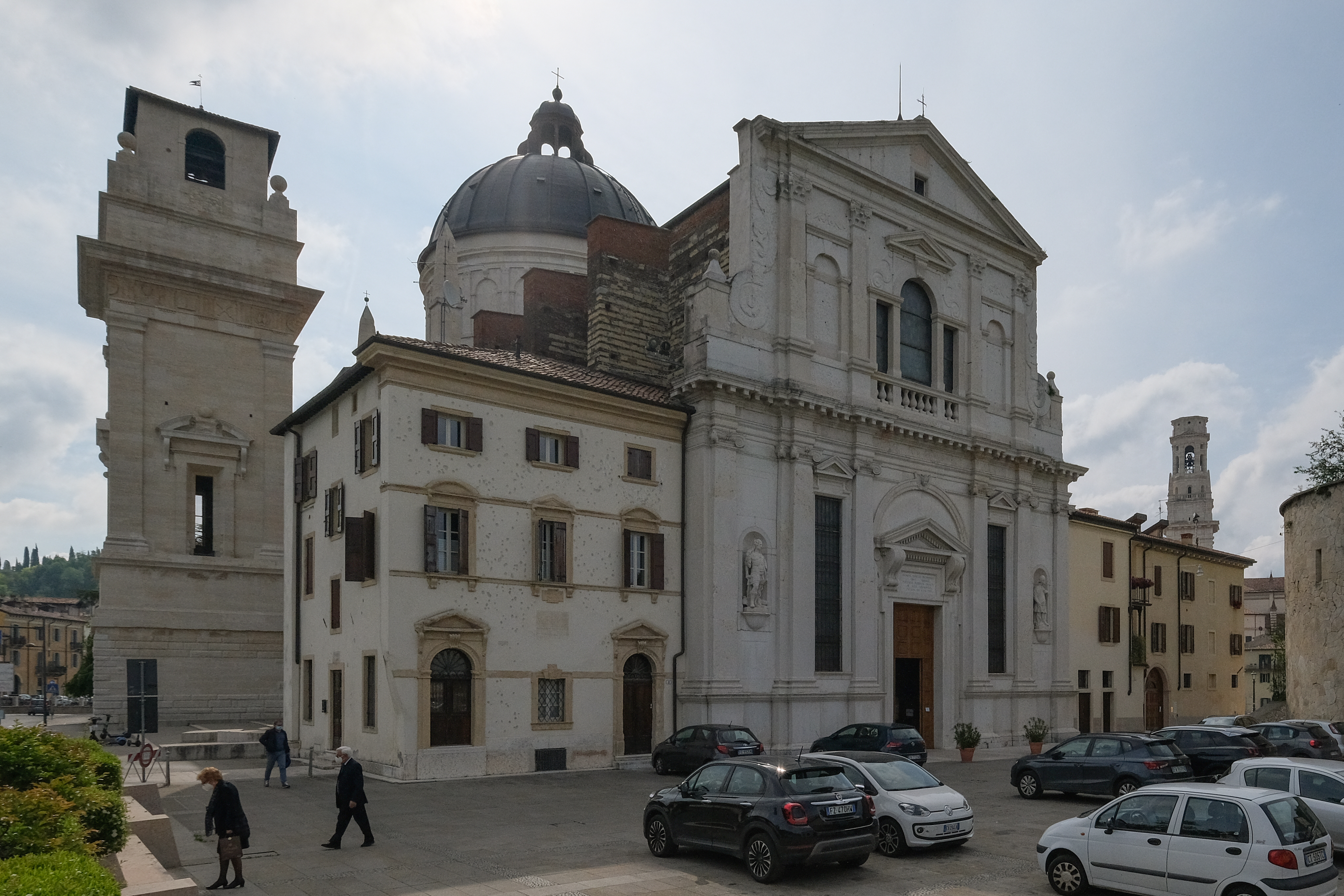
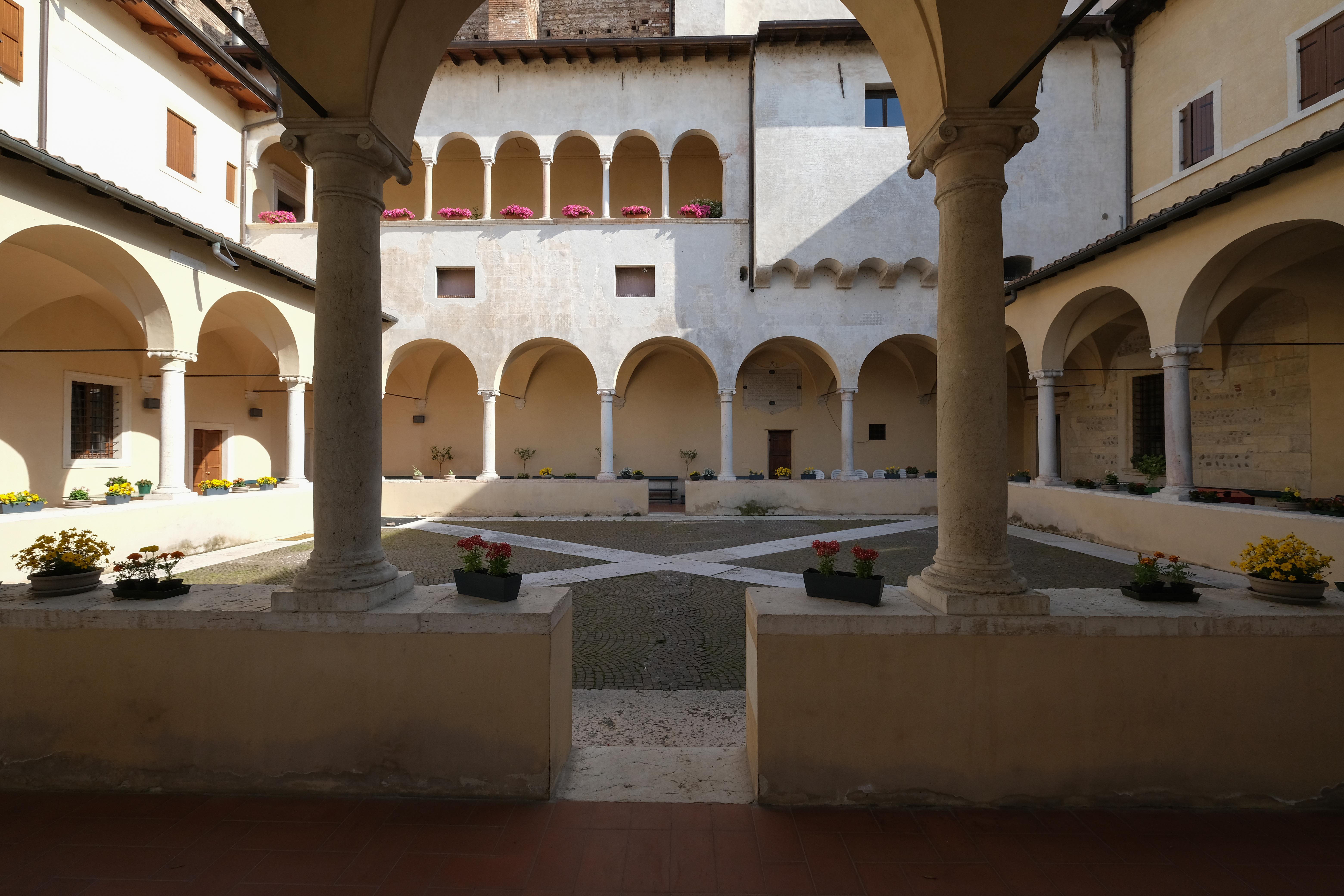
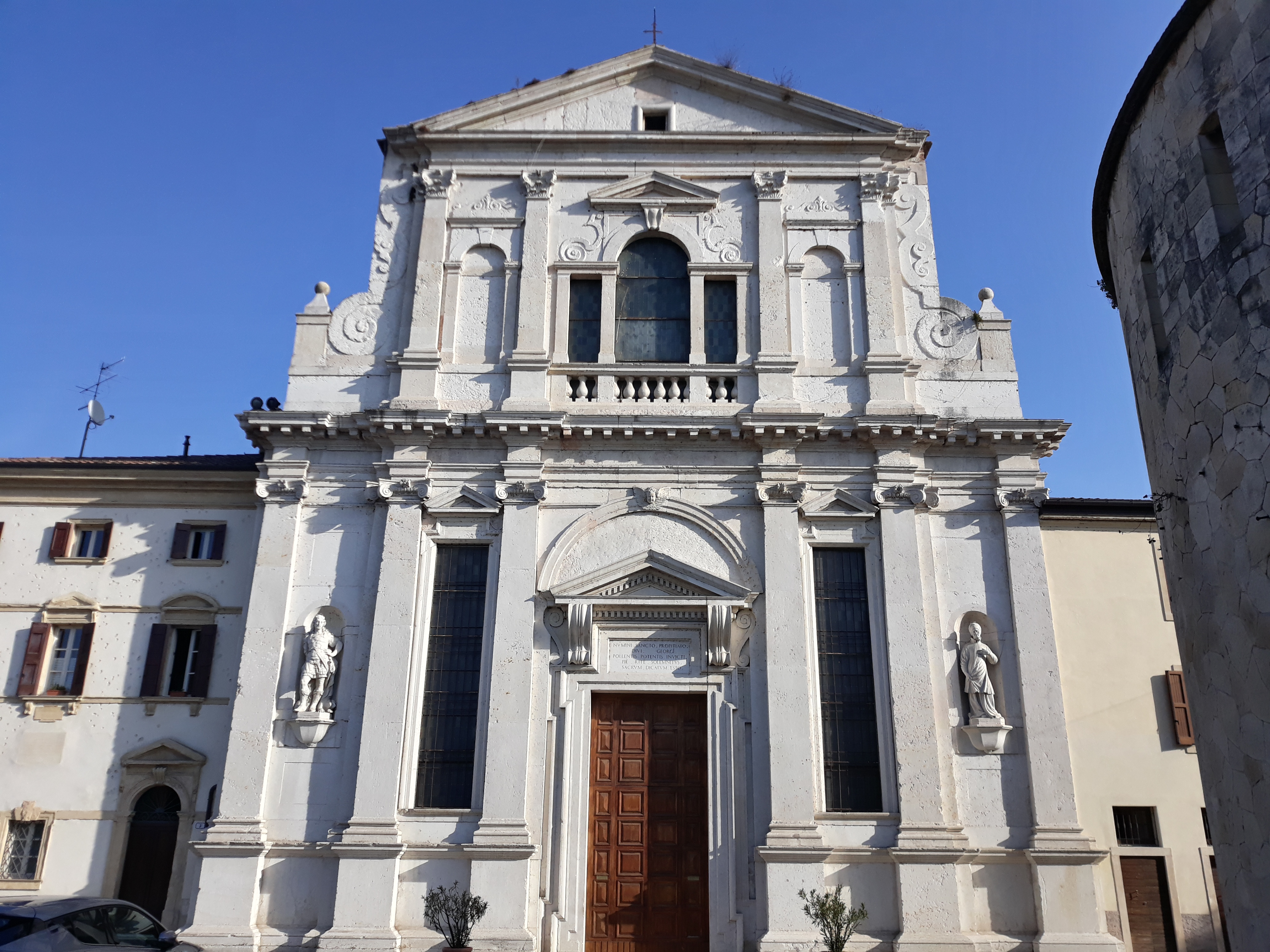